# 桝井寿郎
桝井 寿郎（ますい としろう、1934年5月24日 - 2011年6月19日）は、日本文学研究者、作家、梅花短期大学名誉教授。

## 生涯
大阪市に生まれる。1953年大阪府立清水谷高等学校卒。川端康成の指導を受ける。1957年甲南大学経済学部から文学部国文科に転じ、1958年卒業。朝日新聞大阪本社嘱託、淀川製鋼所勤務を経て、寿屋代表取締役。1985年受洗、1987年梅花短大教授、2002年定年退職。
1967年西鶴文学会を創設。95年井原西鶴賞を創設。西鶴のほか大阪出身の文学者を広く研究している。川端康成生誕の地も確定した。
2011年6月19日、心不全により死去。

## 著書
- 吉井勇歌がたみ京都 横井晃共編著 宝文館出版 1966
- 三好達治詩がたみ旅人 編著 宝文館出版 1969
- 近代怪談集 付:怪談詮議(水木しげる,山田野理夫 宝文館出版, 1974
- 大塩平八郎 椿書院 1976 (日本人物誌 ; 2)
- 井原西鶴 保育社 1979.11 (カラーブックス)
- 南近畿国鉄沿線レジャーガイド 国鉄天王寺鉄道管理局編 ナンバー出版 1986.7 (ナンバーガイド)
- 奈良大和路 県下全市町村をゆく ナンバー出版 1989.10 (ナンバーガイド)
- 大阪地下鉄沿線ガイド  改訂版 ナンバー出版 1990.5 (ナンバーガイド)

## 参考
- 桝井寿郎教授略歴「梅花短大国語国文」2002